# Stockholm Open 2003
Lo Stockholm Open 2003 è stato un torneo di tennis giocato sul cemento indoor. 
È stata la 35ª edizione dello Stockholm Open, che fa parte della categoria International Series nell'ambito dell'ATP Tour 2003.
Il torneo si è giocato al Kungliga tennishallen di Stoccolma in Svezia, dal 20 al 26 ottobre 2003.

## Campioni

### Singolare
Mardy Fish ha battuto in finale  Robin Söderling con il punteggio di 7–5, 3–6, 7–6(4)

### Doppio
Jonas Björkman /  Todd Woodbridge hanno battuto in finale  Wayne Arthurs /  Paul Hanley con il punteggio di 6–3, 6–4